# Guo Jingjing
Guo Jingjing (n. 15 octombrie 1981, Baoding⁠(d), Republica Populară Chineză) este o sportivă ce a reprezentat Republica Populară Chineză, medaliată olimpică. A participat la 4 ediții ale Jocurilor Olimpice (1996, 2000, 2004, 2008) în care a câștigat 4 medalii de aur și două medalii de argint.